# Dingyuan (fartyg)
Dingyuan (traditionell kinesiska: 定遠; förenklad kinesiska: 定远, pinyin: Dìngyǔan) var ett pansarklätt fartyg som var flaggskepp för Qingdynastins Beiyangflotta. Hon var det första fartyget i Dingyuan-klass, som hon utgjorde tillsammans med systerfartyget Zhenyuan. Hon deltog i första kinesisk-japanska kriget (1894-95) och hävdade sig väl mot de japanska sjöstridskrafterna. För att hon inte skulle falla i fiendens händer borrade besättningen henne i sank under striderna vid Weihaiwei. Fartygets namn stavas traditionellt Ting Yuen eller Ting Yuan i äldre litteratur.

## Utformning

### Skrov
Dingyuan var 94,5 meter lång, 18,4 meter bred och hade ett djupgående på 6,3 meter. Sidopansaret hade en tjocklek på 35,6 cm och pansardäcket var 7,6 cm tjockt. Pansarskyddet för manöver- och kanontorn hade en tjocklek på 3,5 respektive 2,3 cm. Fullt lastat hade fartyget ett deplacement på 7 793 ton.

### Maskineri
Maskineriet bestod av fyra ångpannor som genererade ånga till två fyrcylindriga ångmaskiner. Den totala maskinstyrkan uppgick till 6 000 indikerade hästkrafter och gav fartyget en toppfart på 15,4 knop och en räckvidd på 4 500 nautiska mil vid en fart på 10 knop.

### Bestyckning
Huvudartilleriet bestod av fyra 30,5 cm Krupp-kanoner som var placerade i barbetter med en pjäs placerad i för- respektive akterskeppet och de resterande uppställda framför överbyggnaden. Den övriga bestyckningen utgjordes av två 15 cm kanoner som var placerade i för och akter. Utöver detta var fartyget utrustat med tre övervattenstorpedtuber och två torpedbåtar.

## Historia
Vid 1800-talets slut befann sig Kina i en kapprustning med Japan. För att förstärka sin Beiyangflotta beslutade sig kineserna för införskaffa två moderna stridsfartyg från utlandet. Efter diskussioner med både ett flertal europeiska varv, beslöt sig den kinesiska regeringen för att lägga beställningarna hos den tyska firman Stettiner Maschinenbau AG Vulcan år 1881.
Fartyget kölsträcktes den 31 mars och sjösattes den 28 december samma år. Efter att ha erhållit fullständig utrustning avseglade hon med tysk besättning mot Kina 1884. Överfarten kom dock att försenas på grund av fransk-kinesiska krigets utbrott samma år. Dingyuan, tillsammans med systerfartyget Zhenyuan, kom att bilda ryggraden i den kinesiska Beiyangflottan. 
Hon deltog i kinesisk-japanska kriget och hävdade sig väl mot de japanska stridsfartygen. Under striderna vid Weihaiwei torpederades fartyget av japanerna, men höll sig flytande. När det emellertid stod klart att kineserna hade förlorat slaget borrades fartyget i sank av den egna besättningen.

## Rekonstruktion
De kinesiska företagen "Weihai Port Bureau" och "Weigao Group" investerade vid början av 2000-talet 50 miljoner yuan för att byggandet av en fullskalig kopia av Dingyuan. Byggnationen startade 20 december 2003. Kopian används fortfarande som ett flytande museum.